# Ordre de la Noble Passion
Johan George van Saksen-Weißenfels uit de Albertinische linie van het huis Wettin stichtte de "Ordre de la Noble Passion" met statuten in het Frans en in het Duits. Het motto was "J’aime L’ honneur, qui vient par la vertu" oftewel "Ik houd van de eer die uit de deugd voortkomt". De orde eiste een onberispelijke levenswandel en een adellijke geboorte. Het hertogdom Saksen-Weißenfels werd na het uitsterven van het vorstenhuis in 1746 verdeeld onder, onder andere, Saksen en Saksen-Anhalt-Zerbst.